# Spilosmylus araucariensis
Spilosmylus araucariensis är en insektsart som beskrevs av Tim R. New 1989. Spilosmylus araucariensis ingår i släktet Spilosmylus och familjen vattenrovsländor. Inga underarter finns listade i Catalogue of Life.